# UFC Fight Night: Adesanya vs. Imavov
UFC Fight Night: Adesanya vs. Imavov（ユーエフシー・ファイトナイト：アデサンヤ・バーサス・イマボフ、別名UFC Fight Night 250、UFC on ESPN+ 108）は、アメリカ合衆国の総合格闘技団体「UFC」の大会の一つ。2025年2月1日、サウジアラビア・リヤドのANBアリーナで開催された。

## 大会概要
本大会はイスラエル・アデサンヤとナッソーディン・イマボフのミドル級戦が組まれた。

## 試合結果

### プレリミナリーカード
第1試合 ヘビー級 5分3R
○  ハムディ・アブデルワハブ vs.  ジャマル・ポーグス ×
3R終了 判定3-0（27-30、29-28、29-28）
第2試合 148.5ポンド契約 5分3R
○  ボグダン・グラッド vs.  ルーカス・アレクサンダー ×
2R 4:22 TKO（パウンド）
※アレクサンダーの体重超過によりフェザー級から変更。
第3試合 女子フライ級 5分3R
○  ジャスミン・ジャスダビシアス vs.  マイラ・ブエノ・シウバ ×
3R終了 判定3-0（30-27、30-27、30-27）
第4試合 ライト級 5分3R
○  テランス・マッキニー vs.  ダミア・ハゾビック ×
1R 2:01 TKO（パウンド）
第5試合 ヘビー級 5分3R
○  シャミル・ガジエフ vs.  トーマス・ピーターセン ×
1R 3:12 TKO（右ストレート）
第6試合 フェザー級 5分3R
○  ムハンマド・ナイモフ vs.  カーン・オフリ ×
3R終了 判定3-0（30-27、30-27、29-28）

### メインカード
第7試合 ライト級 5分3R
○  ファレス・ジアム vs.  マイク・デイビス ×
3R終了 判定3-0（30-27、30-27、30-27）
第8試合 バンタム級 5分3R
○  ヴィニシウス・オリベイラ vs.  サイード・ヌルマゴメドフ ×
3R終了 判定3-0（29-28、29-28、29-28）
第9試合 ヘビー級 5分3R
○  セルゲイ・パブロビッチ vs.  ジャルジーニョ・ホーゼンストライク ×
3R終了 判定3-0（30-27、30-27、30-27）
第10試合 ミドル級 5分3R
○  マイケル・ペイジ vs.  シャラ・マゴメドフ ×
3R終了 判定3-0（30-27、30-27、29-28）
第11試合 ミドル級 5分5R
○  ナッソーディン・イマボフ vs.  イスラエル・アデサンヤ ×
2R 0:30 TKO（右ストレート→パウンド）

### 各賞
ファイト・オブ・ザ・ナイト：ヴィニシウス・オリベイラ vs. サイード・ヌルマゴメドフ
パフォーマンス・オブ・ザ・ナイト：ナッソーディン・イマボフ、ボグダン・グラッド
各選手にはボーナスとして5万ドルが授与された。

### カード変更
負傷などによるカードの変更は以下の通り。